# Lorena García-Hevia
Lorena García-Hevia (Pañeda Nueva, Anes, Siero, Asturias, 1985) es una bióloga e investigadora española centrada en el impacto de los nanotubos de carbono en el cáncer.

## Formación y actividad investigadora
Tras licenciarse en Ciencias Biológicas en la Universidad de Oviedo, cursó un máster de Biología Molecular y Biomedicina, en la Universidad de Cantabria. Realizó su tesis doctoral, dirigida por Mónica López Fanarraga, sobre la nanomedicina, donde se marcó como objetivo comprobar la aplicación de los nanotubos de cárbono al cáncer. Demostró que los nanotubos de carbono de pared múltiple pueden ligarse a la tubulina e interferir con las funciones de las céculas cancerosas, lo que pudo reducir hasta un cuarenta por ciento del volumen de tumores malignos sólidos. Además, los resultados fueron ratificados en tumores resistentes a la quimioterapia con fármacos como el taxol, que actúan de la misma manera.
También realizó estudios sobre la aplicación de las nanopartículas de oro en el tratamiento del cáncer durante su estancia postdoctoral en el Stephenson Cancer Center (Estados Unidos).
En 2018 trabajó como investigadora en el International Nanothechnology Laboratory, en Portugal.
En 2019 desarrolla su actividad profesional en The Biorobotics Institute of The Sant'Anna School of Advantages Studies Italia

## Premios
- Premio extraordinario de doctorado, en el área de Ciencias de la salud, por su investigación en el campo de la nanomedicina.[2]
- Premio de investigación del Consejo social Juan María Parés 2018, al mejor trabajo de los últimos tres años (2016-2018)